# Route nationale 722
Die Route nationale 722, kurz N 722 oder RN 722, war eine französische Nationalstraße, die von 1933 bis 1973 zwischen einer Kreuzung mit der ehemaligen Nationalstraße 20 südlich von La Ferté-Saint-Aubin und Vatan verlief, wo sie erneut auf die Nationalstraße 20 traf. Sie stellte somit eine Alternative zur N 20 dar. Ihre Länge betrug 81 Kilometer.